# 토이 스토리
《토이 스토리》(영어: Toy Story)는 1995년 개봉한 미국 디즈니사의 애니메이션 영화이다. 세계 최초의 3D 장편 애니메이션 영화로, 전 세계에서 3억 6200만 달러의 흥행 수입을 올렸다. 제작은 픽사 애니메이션 스튜디오에서 담당하였다. 감독은 픽사의 존 래시터가 맡았다. 장편 풀 CG 작품을 제작한 실적에 대해, 래시터는 아카데미 특별 실적상을 수상했다.
1999년에는 속편 토이 스토리 2가 개봉하였다. 속편을 개봉한 지 11년 만인 2010년 6월 18일에는 토이 스토리 3가 개봉되었다. 2019년 6월 토이 스토리 2의 존 래시터 감독이 메가폰을 잡은 토이스토리4가 개봉했다

## 줄거리
인간이 있을 때면 생명이 없는 척하는 지각 있는 장난감들은 어린 주인 앤디 데이비스, 갓난아기 여동생 몰리, 그리고 편모인 데이비스 부인과 함께 새집으로 이사할 준비를 하고 있다. 앤디의 생일 파티가 예상보다 일찍 열리게 되었다는 사실을 알게 된 여러 장난감들―미스터 포테이토 헤드, 슬링키 독, 티라노사우루스 렉스, 돼지 저금통 햄, 도자기 인형 보 핍―은 앤디가 자신들을 대체할 만한 선물을 받게 될까 봐 걱정한다. 앤디가 가장 아끼는 장난감이자 사실상 장난감들의 리더인 보안관 우디는 이들을 안심시키기 위해 사지와 부하 녹색 군인들을 아기용 모니터와 함께 앤디의 생일 파티를 정찰하도록 보낸다. 앤디는 자신이 진짜 스페이스 레인저이며 장난감이 아니라고 믿는 버즈 라이트이어 액션 피규어를 선물 받는다. 버즈는 첨단 기능으로 다른 장난감들의 마음을 사로잡고 앤디가 가장 아끼는 장난감이 되면서 우디의 질투심을 자극한다.
이사 이틀 전, 앤디의 가족은 피자 플래닛에서 저녁을 먹기로 계획한다. 앤디가 버즈 대신 자신을 데려가도록 하기 위해 우디는 무선 조종 자동차 RC로 버즈를 책상 뒤로 밀어내려 한다. 하지만 실수로 버즈가 침실 창문 밖으로 떨어지고, 대부분의 장난감들은 우디가 의도적으로 버즈를 죽였다고 믿게 된다. 앤디는 우디를 데리고 가지만, 분노한 버즈가 차 안에서 우디와 맞닥뜨린다. 둘은 싸우다가 차 밖으로 떨어져 낙오되고, 추가적인 말다툼 끝에 피자 플래닛 배달 트럭을 타고 식당으로 향한다.
피자 플래닛에서 버즈는 장난감 외계인들이 가득 든 집게 크레인을 로켓으로 착각하고 안으로 들어가고, 우디가 뒤따른다. 앤디의 이웃집에 사는 가학적인 시드 필립스가 크레인에서 둘을 집어 자신의 집으로 가져가고, 그곳에서 둘은 시드의 불테리어 스커드와 시드가 파괴한 다른 장난감들의 부품으로 만든 '돌연변이' 장난감들을 만난다.
버즈는 자신을 홍보하는 텔레비전 광고를 본 후 실존적 위기를 겪으며 자신이 결국 장난감이라는 사실을 깨닫는다. 날아보려다 실패하여 팔이 부러진다. 시드의 장난감들이 버즈를 고쳐준 후, 시드는 다음 날 폭발시키려는 계획으로 버즈를 폭죽 로켓에 테이프로 고정한다. 밤사이 우디는 버즈가 앤디를 행복하게 해주는 것이 자신의 목적임을 깨닫게 도와주어 버즈의 의지를 되살린다. 시드가 버즈를 폭발시키려고 데려가자, 우디는 돌연변이 장난감들을 규합하여 시드 앞에서 살아 움직이게 함으로써 시드가 다시는 장난감들을 해치지 못하도록 겁을 준다.
이제 자유로워진 우디와 버즈는 데이비스 가족의 이사 트럭을 쫓아가지만, 스커드가 우디를 공격한다. 버즈는 뒤에 남아 개와 싸우고, 우디는 트럭에 올라타 RC를 밀어내어 버즈를 구한다. 여전히 우디가 또 다른 장난감을 죽였다고 생각하는 다른 장난감들도 우디를 트럭 밖으로 던져버린다. 우디와 버즈는 RC를 타고 트럭을 쫓아가고, 다른 장난감들은 이들을 보고 자신들의 실수를 깨닫는다. RC의 배터리가 다 되자 우디는 버즈에게 묶인 로켓에 불을 붙인다. 버즈는 로켓이 폭발하기 직전 날개를 펼쳐 테이프를 끊어내고, 둘은 데이비스 부인의 차량 선루프를 통해 안전하게 착륙한다.
새집에서 크리스마스 선물 개봉을 엿듣던 장난감들 중 미스터 포테이토 헤드는 몰리가 미세스 포테이토 헤드를 받자 기뻐한다. 우디와 버즈는 버즈보다 '더 나쁜' 선물이 무엇일지 농담을 주고받다가, 앤디가 닥스훈트 강아지를 받자 서로를 보며 긴장된 미소를 짓는다.

## 등장 인물

### 장난감
- 우디 - 앤디의 장난감들의 리더적 존재의 카우보이 인형. 앤디 장난감들 사이에서 리더이며 똑똑하고 쿨한 성격이다. 등에 붙은 끈을 당기면, 내장된 레코드로 「손을 들어라」 「이날을 기다렸다구!」 등과 같은 말하는 기능이 붙어 있다. 토이 스토리2에서는, 프리미엄이 붙을 만큼 귀중한 상품인 것이 판명되어, 사건에 휘말린다. 흑백 TV 시대에 「우디의 라운드 업(영어: Woody's Round Up)」이라고 하는 인형극 작품에서 주연이었던 캐릭터이지만, 프로그램은 스푸트니크를 소재로 한 SF 작품이 유행, 시청률이 저조해 중단되었다.「토이 스토리 2」에서는 크레딧이 TV에 비쳐 있는 장면을 볼 수 있다. 또한 우디는 앤디가 앤디의 아버지로부터 물려받은 장난감인 것으로 추정된다. 신체 193cm 5kg

- 버즈 라이트이어 - 앤디의 생일에 선물로서 온, 몸에 여러 가지 장치가 있는, 우주복을 입은 유명 장난감. 처음엔 자신이 대량 생산된 완구가 아니라 진짜 스페이스 레인저라고 믿고 있어, 하늘도 날 수 있다고 생각하고 있었다(실제로는 날지 못하지만, 본인은 눈치채지 못했다). 그러나, 극 중에서 우연히 자신을 선전하는 광고를 봐버려 중화민국제(또는 타이완이라고 쓰이고, 장난감 라벨에 "MADE IN TAIWAN"라고 쓰여져 있다.) 장난감이며 실제로 날지도 못하다는 것을 알아 망연 자실하지만, 우디와 행동을 같이 할 때에 감정의 변화의 조짐이 나타났다. 액션 버튼을 눌렀을 때에 재생되는 말은 "To infinity and beyond!"(무한한 공간 저 너머로!). 덧붙여 니모를 찾아서에서도 등장한다. 신체 177cm 9kg

- Mr.포테이토 헤드 - 감자 모양 얼굴의 미국제 인형으로, 눈이나 귀 등 얼굴 일부분을 자유롭게 바꿔 붙일 수 있다. 잘 빈정거리는 사람으로 무엇이라도 의심하기 때문에 불쾌한 성격으로 보이기 십상이지만, 동료를 소중하게 생각하는 것은 강하다. 부인으론 앤디가 크리스마스 선물로 받은 Mrs. 포테이토 헤드가 있다. 덧붙여 포테이토 헤드는 미국의 완구 메이커 PLAYSKOOL(현:하스브로)사의 상표로, 1940년대부터 팔리고 있는 실제의 장난감이다. 신체 113cm 3kg

- 햄 - 흔히 볼 수 있는 돼지모양 저금통. 사물을 깊게 생각해 날카로운 의견을 말하는 장난감들의 참모이기도 하다. 배안에는 앤디가 모은 용돈이 언제나 들어가 있지만, 가끔 탄력으로 배꼽의 마개가 빠져 버려, 동전이 나오기도 한다(동전이 나오는 것을 「부끄러워」라고 하면서 싫어한다). 본인이 말하길 「잔돈으로 6달러 이상이다」라고 말한다(토이 스토리2중). 언행에서 미 해병대에서 유래한 것을 많이 볼 수 있다. 신체 70cm 1.3kg

- 렉스 - 미국의 완구 회사가 만든 티라노사우르스 인형. 애교 있는 표정을 하고 있어 성격은 내성적이고 겁쟁이,. 공룡 완구인데 박력이 없는 것이 아랫 사람의 고민. 취미는 게임(TV게임)으로 노는 것으로, 솜씨는 상당하다. 덧붙여 몬스터 주식회사에 게스트로 출연했다. 신체 230cm 20kg

- 슬링키 - 몸부분이 용수철로 되어 있는 개모양 인형. 그 긴 몸은 「1편」에서도 「2편」에서도 다양한 일로 활용되고 있다. 항상 기분이 좋은 녀석. 우디와는 보드게임에서 노는 사이. 우디가 「장난감 살인」 혐의가 있었을 때는, 누구보다 강하게 그의 결백을 믿고 있었다. 덧붙여서 「슬링키」란, 미국의 완구 메이커 「제임스 산업사」의 상표로, 1940년부터 만들어지고 있는 실제의 장난감. 신체 60cm, 1kg

- 보 핍 - 양치기 소녀 형상의 인형으로, 그녀의 양들과 함께 전기 스탠드와 한 세트. 장난감들의 홍일점이며, 우디와는 좋은 사이이지만, 어느 쪽인가 하면 그녀가 리드하는 적극적인 언행을 많이 볼 수 있다. 신체 173cm 3kg

- 부사관 - 미국에서는 수십 년 전부터 팔리고 있는 '녹색의 장난감 군인'들 중 한 명. 앤디의 생일 선물의 정찰을 실시했다. 부사관 이하 여러 가지 장비를 가지는 군인이 있고, 평상시는 큰 물통에 정리해 들어가 있다. 프로 의식이 높고, 임무 수행에 정열적. 참고로 한국전쟁군인으로 볼 수 있다. 신체 27cm 1kg

- 레니 - 장난감 쌍안경. 다른 장난감이 밖의 경치를 볼 때 도움이 된다. 태엽 동력으로 걸을 수 있다. 말할 수 없는 장난감이라고 생각되기 쉽지만, 토이 스토리에서 4번 말한 것을 보아 말할 수 있는 것 같다. 신체 5cm 100g 대사는 "여기있어 우디" "폭팔 한다" "우디가 오고있어 버즈도" "우디랑 버즈가와" 정도이다.

- 미스터 스펠 - 말장난하는 장난감. 교육계로서 우디와 함께 여러 가지 강습회를 실시하고 있다. 토이 스토리2에서는 버즈와 함께 우디 유괴범의 정체를 밝혀 낸다. 텍사스 인스트루먼트가 제조·판매하고 있던 「speak and spell」(1978년 개봉한 영화 E.T에서도 등장하고 있다)가 그 원형이지만, 작중의 제품은 메이커 불명. 미리 입력된 영어 단어를 음성 합성으로 발음하는 교육 완구이다. 일단 말하는 일은 할 수 있지만, 정면에 있는 LED 인디케이터로 의사 표시나 리액션을 하고 있다. 신체 150cm 9kg

- 록키 - 역도 선수 모양의 액션 피규어. 벨트의 버클에는 '록키 지브롤터'라고 쓰여져 있다. 본명인지는 불명.(지브롤터는 스페인의 끝에 있는 영국령의 토지이다.) The Rock이라고 하는 우뚝 솟아 있던 산이 그 상징으로, 록키의 머리의 형상과 아주 비슷하다. 복부의 벨트에도 The Rock의 그림이 그려져 있다. 록키의 이름의 유래도 The Rock에서 따왔다고 생각하면 용이하게 추측할 수 있다. 신체 169cm 10kg

- 에치 어 스케치 - 밑에 있는 롤러 두개로 그림을 그릴 수 있는 장난감 가끔 우디와 장난을 친다.

- 로봇 - 교육용 장난감. 강연을 준비한다.

- 돌연변이 장난감 - 시드에 의해 개조된 장난감들의 총칭. 아기의 목이 몸에 고정된 금속제의 게(베이비페이스) 등, 모두 몸의 어디엔가 이상이 있다. 다른 장난감과 이야기할 수 없다. 심한 취급을 소유자에게 받았기 때문에 겁쟁이가 되어 있는 모습. 덧붙여서 한나의 인형과 머리를 바꿀 수 있는 프테라노돈의 인형은 영화 쥬라기공원의 액션 피규어 신체 133cm 5kg

### 사람
- 앤디 데이비스 - 우디 등 장난감의 소유자. 카우보이를 너무 좋아하는 소년이지만, 버즈에 열중해 우디를 악역으로 한 적도 있다(그 다음은 우디와 버즈가 협력해 내가지켜줄께 노래를 잘 하게 되었다).「토이 스토리」마지막 장면에 보면 크리스마스에 선물받은 버스터라고 하는 개를 기르고 있다. 또, 어린 여동생이 있다. 장난감을 소중히 해, 망가진 부분을 열심히 고치려고 하는 감수성 풍부한 소년으로, 자주 인형극 놀이를 하고 있다. 자신의 장난감에는 「ANDY」라고 써놓는다.
- 시드 필립스 - 앤디의 라이벌친구. 데이비스네 근처에 사는 소년. 장난감을 손상시키거나 개조해 놀거나 위험한 불꽃을 통신 판매로 구입해 사용하거나 하는 것으로 「장난감 살인자」라고 알려져 있다. 장난감들도 두려워 하고 있어 개조되어 침대아래에 내던져지거나 망가진 채로 뜰에 방치된 장난감은 수도 없이 많다. 한편 모친에 대해서는 솔직한 일면을 가진다. 통신 판매로 손에 넣은 강력한 로켓 불꽃으로 버즈를 날려 버리려고(본래는 우디로 하려했다.)하지만, 우디와 개조된 완구들의 협력으로 벌을 주어 '완구 겁쟁이'가 되어버렸다.
- 한나 필립스 - 시드의 여동생. 인형 놀이를 좋아하지만, 오빠로 인해 개조되거나 머리나 손이 없어진 것이 많다. 버즈에 에이프런과 모자를 몸에 걸치게 한 인형 놀이에 참가시켰다.

## 성우
| 배역             | 영어                | 한국어        |
| ---------------- | ------------------- | ------------- |
| 우디             | 톰 행크스           | 故 장세준     |
| 버즈 라이트이어  | 팀 앨런             | 故 박일       |
| Mr.포테이토 헤드 | 故 돈 리클스        | 유해무        |
| 슬링키           | 故 짐 바니          | 장승길        |
| 렉스             | 윌리스 숀           | 故 최병상     |
| 햄               | 존 라첸버거         | 유동현        |
| 보 핍            | 애니 파츠           | 이현선        |
| 앤디             | 존 모리스           | 오승윤        |
| 데이비스 부인    | 로리 멧칼프         | 임은정        |
| 시드             | 에릭 본 데튼        | 서재경        |
| 하사관           | 故 로널드 리 어메이 | 황윤걸        |
| 한나             | 세라 프리먼         | 이정우        |
| TV 아나운서      | 펜 질렛             | 홍승섭        |
| 샤크, 록키       | 잭 에인절           | 홍승섭        |
| 에일리언         |                     | 한호웅/홍승섭 |
| 레니             | 조 랜프트           | 한호웅        |
| 스커드           | 프랭크 웰커         | 없음          |

## 추가 설명
토이 스토리는 미국의 일반적인 가정의 어린이방이 그 무대가 되고 있어 실제로 미국에서 팔리고 있는, 또는 팔리고 있었던 장난감이 다수 등장한다. 토이 스토리 1에 등장한 실제로 존재하는 장난감이 영화 개봉 후 폭발적으로 팔렸다. 토이 스토리 2에서는 더욱 많은 실제 장난감이 등장해 안에는 「투어 가이드 바비」와 같이 눈에 띄는 캐릭터도 많이 등장한다. 영화상영에 맞추어 발매한 장난감의 대부분은 토이 스토리의 히트에 의해 판매 실적을 올렸다. 그 후 마텔 등의 대기업 완구 메이커가 연달아 참가해 막대한 이익을 낳고 있다. 디즈니 관련 상품을 취급하는 디즈니 스토어에서도 판매되고 있다. 또한 2009년 5월 5일 디즈니측은 토이 스토리 3 개봉 예정과 어린이날을 앞두고 1&2를 3D로 재개봉하였다.

## OST 삽입곡
| 시즌 | 곡 제목 |
| ---- | --- |
| 1    | You've Got A Friend In Me Strange Things I Will Go Sailing No More Andy's Birthday Soldier's Mission Presents Buzz Sid Woody and Buzz Mutants Woody's Gone The Big One Hang Together On the Move Infinity and Beyong You've Got a Friend in Me (Duet) |
| 2    | Woody's Roundup When She Loved Me You've Got A Friend In Me ( Wheezy's Version) Zurg's Planet Wheezy And The Yard Sale Woody's Been Stolen Chicken Man Woody's Dream Jessie And The Round Up Woody's A Star Let's Save Woody Off To The Museum Talk To Jessie The Cleaner Al's Toy Barn Emperor Zurg Vs. Buzz Use Your Head Jessie's In Trouble Ride Like The Wind You've Got A Friend In Me(Soundtrack Version) |
| 3    | We Belong Together You've Got a Friend in Me Cowboy! Garbage? Sunnyside Woody Bails Come to Papa Go see Lotso Bad Buzz You Got Lucky Spanish Buzz What About Daisy? To The Dump The Claw Going Home So Long Zu-Zu |
| 4    | You've Got a Friend in Me I Can't Let You Throw Yourself Away The Ballad of the Lonesome Cowboy Operation Pull Toy Woody's Closet of Neglect School Daze Trash Can Chronicles The Road to Antiques A Spork in the Road Rubber Baby Buggy Butlers Buzz's Flight & a Maiden Ducky, Bunny & Tea Moving at the Speed of Skunk Bo Peep's Panorama for Two Three Sheeps to the Wind Sneaking and Antiquing Recruiting Duke Caboom Prepping the Jump Let's Caboom! Cowboy Sacrifice Operation Harmony Duke's Best Crash Ever Gabby Gabby's Most Noble Thing Parting Gifts & New Horizons The Ballad of the Lonesome Cowboy Plush Rush! You've Got a Friend in Me I Can't Let You Throw Yourself Away |

## 같이 보기
- 역대 최고의 영화 목록